# Mount Helen (Wyoming)
Der Mount Helen ist mit einer Höhe von 4151 m der fünfthöchste Berg des US-Bundesstaates Wyoming und der vierthöchste der Wind River Range im Westen des Bundesstaates. Er liegt unmittelbar westlich der kontinentalen Wasserscheide am Hauptkamm der Gebirgskette, nördlich des Mount Sacagawea, südlich des Doublet Peak und südwestlich des Turret Peak. Im Westen liegen – durch das Tal der Titicomb Lakes getrennt – die Twin Peaks sowie Mount Winifred, American Legion Peak und Henderson Peak. An der Ost- bzw. Südostflanke des Berges liegen mit dem Helen Glacier und dem Sacagawea Glacier zwei der größten Gletscher der Wind River Range. Die Gegend um den Mount Helen ist vollständig als Wildnis-Schutzgebiet ausgewiesen – der Berg liegt innerhalb der Grenzen der Bridger Wilderness des Bridger-Teton National Forest, unmittelbar westlich der Grenze zur Fitzpatrick Wilderness des Shoshone National Forest.

## Geschichte
Der Mount Helen wurde von den Bewohnern des Green River Basin 20 Jahre vor seiner Erstbesteigung nach Helen Fisher benannt. Im Jahr 1923 kam Carl Blaurock, Mitglied des Colorado Mountain Club, in die Wind River Range und erfuhr, dass drei der fünf höchsten Gipfel noch unbestiegen waren. Im folgenden Jahr gelang Blaurock, seinem Kletterpartner Albert Ellingwood sowie dessen Freund Herman Buhl die Erstbesteigung des Mount Helen über Helen Glacier, Nordgrat und Ostgrat. Zwei Tage später gelang ihnen die erste Besteigung der Nordwand des nahegelegenen Fremont Peak, im Laufe der Woche erfolgte zudem die Erstbesteigung von Turret Peak und Mount Warren sowie eine der ersten Besteigungen des Gannett Peak.
Im Jahr 1946 gelang Hans Kraus und Roger Wolcott die historische Erstbesteigung der Tower Ridge. Im Jahr 1971 bestiegen Ray Jacquot und Bill Lindberg aus Laramie den Tower 1 über die North Couloir. Dean Hannibal, Dennis Turville and Lynn Wheeler gelang drei Jahre später die Besteigung des Tower 1 über den Nordwestgrat.

## Besteigung
Die anspruchsvolle Besteigung des abgelegenen Berges nimmt drei bis fünf Tage in Anspruch. Ausgangspunkt für eine Besteigung des Mount Helen ist der Elkhart Park Trailhead, der von Pinedale erreicht werden kann. Von dort folgt man dem Pole Creek Trail zum Island Lake und wandert von dort weiter bis zur Kreuzung mit den Wanderwegen Titcomb Trail und Indian Basin Trail. Man folgt Letzterem nach Osten und erreicht die Titicomb Lakes, an denen die eigentliche Besteigung des Berges startet. Neben der Normalroute existieren am Mount Helen auch technische Mehrseillängenrouten (bis Grad IV) in den massiven Nord- und Westwänden. Auch der westlich des Gipfels gelegene Tower 1 verfügt über mehrere alpine Routen.

## Belege
1. 1 2  Mount Helen - Peakbagger.com. Abgerufen am 10. April 2024.
2. ↑  Gannett Peak, WY. TopoQuest, abgerufen am 10. April 2024 (englisch).
3. 1 2  Mount Helen : Climbing, Hiking & Mountaineering : SummitPost. Abgerufen am 10. April 2024.
4. ↑  Dean Hannibal: Mount Helen, Northwest Ridge of the First Tower. Hrsg.: American Alpine Journal. Band 20. American Alpine Club, New York 1975, ISBN 0-930410-72-6.